# Окерхильм, Густав
Барон Юхан-Густав-Нильс-Самуэль Окерхильм-аф-Маргаретелунд (швед. Johan Gustaf Nils Samuel Åkerhielm af Margaretelund; 24 июня 1833, Стокгольм — 2 апреля 1900, Стокгольм) — шведский политический и государственный деятель, дипломат, премьер-министр Швеции (1889—1891).

## Биография
Родился в семье члена шведского правительства Густав-Фредрика Окерхильма.
В 1852 году окончил Уппсальский университет. Служил юнкером в Драгунском корпусе Королевского лейб-полка (1851), в 1854 году вышел в отставку в звании второго лейтенанта.
С 1852 года находился на государственной службе. В 1856 году сопровождал в качестве адъютанта графа фон Эссена на церемонию коронации императора Александра II в Москве. В том же году он был прикомандирован к шведскому посольству в Париже. В 1857 году становится вторым секретарем при кабинете министров по иностранной корреспонденции и выходит в отставку с военной службы. С 1858 по 1859 год он был заместителем секретаря посольства в Санкт-Петербурге, затем секретарем в специальной дипломатической миссии в Вене. С 1860 по 1863 год являлся секретарем дипломатической миссии в Дании.
С 1859 по 1860 и с 1865 по 1866 год избирался в риксдаг Швеции. Голосовал за введение двухпалатного парламента. В течение многих лет поочерёдно член обеих палат парламента (с 1870 по 1900). С 1873 по 1874 год занимал пост заместителя председателя Второй палаты риксдага. Как депутат выступал за экономию бюджета, реформирование вооруженных сил и улучшение муниципального законодательства. В 1873 году инициировал принятие «Конвенции о монетах».
В 1867—1870 годах занимал пост государственного ревизора. В 1874—1875 годах — министр финансов. Подал в отставку в знак протеста против нового закона о призыве.
В 1883—1889 годах возглавлял банковский комитет Первой палаты риксдага. С 1876 по 1889 год возглавлял Управление по вопросам государственного долга (Riksgäldskontoret). Значительное внимание уделял банковскому делу и государственным финансам. Когда в 1877 году возник спор о защитных тарифах присоединился к протекционистам, поскольку считал, что сельское хозяйство находится под угрозой и опасался увеличения внешнего долга.
В 1889 году назначен на должность министра иностранных дел в правительстве Гиллиса Бильдта, а в октябре того же года, стал новым премьер-министром Швеции.
В 1889—1890 годах занимал пост премьер-министра Швеции. Возглавляемый им кабинет проводил политику умеренного протекционизма.
Его попытки решить некоторые вопросы обороноспособности страны не увенчались успехом, в первую очередь из-за сопротивления среди депутатов риксдага, поскольку она была сопряжена с налоговой реформой. В сфере развития железнодорожного транспорта он продвигал проект Северной линии (Norra Stambanan), а ветка Gällivarebanan была национализирована. Также была проведена реформа ипотечных банков, был принят новый морской закон и был найден компромисс по вопросу технического обслуживания дорог. Закон об аренде земли при поддержке займов для поселенцев способствовал заселению самой северной провинции страны — Норрботтена.
В 1891 году был вынужден уйти в отставку после того, как неосторожно высказал своё частное мнение по вопросу обороны, которое было интерпретировано как угроза для Норвегии. Точная формулировка не ясна, но те, кто слышал премьер-министра, утверждали, что он сказал, что «новый порядок в армии позволит нам говорить с норвежцами по-шведски».
На всеобщих выборах в 1893 году был избран во Вторую палату риксдага. В 1895 году занял пост председателя первого специального комитета, но в том же году был избран членом Первой палаты парламента. В 1896—1899 году входил в состав Конституционного комитета риксдага, а в 1888—1889 годах был его председателем.
Также являлся председателем Ассоциации владельцев лесопильных заводов и возглавлял наблюдательный совет Генерального ипотечного банка. В 1876 году был назначен камер-юнкером королевского двора.
В 1875 году он был избран почетным членом Королевской академии свободных искусств, а в 1880 году — членом Шведской королевской академии лесного и сельского хозяйства.

## Награды и звания
Шведские:
- Орденом Серафимов (1888)
- Большой крест ордена Полярной звезды (1880)
- Большой крест ордена Вазы (1885).

Иностранные:
- Большой крест ордена Церингенского льва княжества Баден (1881)
- Рыцарь датского ордена Данеброг (1862)
- Большой крест норвежского ордена Святого Олафа (1889)
- Рыцарь российского ордена Святого Станислава (1856)
- Рыцарь австрийского ордена Железной короны (1859)

## Семья
Женат с 1860 года, в браке с графиней Ульрикой Юленстолпе имел троих детей.
Был похоронен в Церкви Святой Клары (Стокгольм).